# Bellefontaine, Ohio
Bellefontaine [bɛlˈfaʊntɨn] är administrativ huvudort i Logan County i delstaten Ohio. Enligt 2010 års folkräkning hade Bellefontaine 13 370 invånare.

## Kända personer från Bellefontaine
- Ed Ratleff, basketspelare